# Мухаммад ибн Абу Бакр
Муха́ммад ибн Абу Бакр аль-Кураши (араб. محمد بن أبي بكر‎; 631, Медина — 658, Фустат, Египет, Праведный халифат) — сын праведного халифа Абу Бакра ас-Сиддика и Асмы бинт Умайс. Наместник халифа Али в Египте.

## Биография
После смерти Абу Бакра, Асма бинт Умайс вышла замуж за Али ибн Абу Талиба. Али принял Мухаммада ибн Абу Бакра, который впоследствии стал одним из его самых верных сторонников.
У Мухаммада был сын по имени Касим. Жена Касима — Асма, была дочерью другого сына Абу Бакра — Абдуррахмана. У Касима и Асмы была дочь, которую звали Фатима (Умм Фарвах).
Мухаммад ибн Абу Бакр провёл значительное время в Египте и был в составе делегации, которая пожаловалась на деятельности правителя Египта Ибн Абу Сарх третьему Праведному халифу Усману ибн Аффану. Халиф пообещал немедленно уволить египетского наместника и заменить его Мухаммадом ибн Абу Бакром. Возвращаясь в Египет, члены делегации узнали о письме Ибн Абу Сарху, направленному от имени Усмана, в котором Усман приказывает казнить Мухаммада ибн Абу Бакра и его друзей. Члены делегации вернулись обратно в Медину и осадили дом Праведного халифа. Первоначально Мухаммад ибн Абу Бакр также принял участие в восстании против Усмана ибн Аффана, но поняв свою ошибку в участии в осаде дома Усмана, он раскаялся и отказался от восстания. Несмотря на это он возглавлял группу восставших внутри дома Усмана.
После Сиффинской битвы Али назначил Мухаммада наместником Египта. В 658 году наместник Сирии Муавия ибн Абу Суфьян послал Амра ибн аль-Аса во главе шеститысячного войска против Мухаммада ибн Абу Бакра. Мухаммад попросил помощь у Али. Али отправил в Египет Малика аль-Аштара, который умер на пути в Египет. Шииты считают, что Малик был отравлен Муавией.
Армия Амра ибн аль-Аса победила египтян, а Мухаммад ибн Абу Бакр был пленён и убит в заключении одним из солдат. Шиитские источники утверждают, что убийцей Мухаммада является тоже Муавия.
Похоронен в одной из каирских мечетей.